# Alejandro de Tomaso
Alejandro de Tomaso (10 de julho de 1928 — 21 de maio de 2003) foi um piloto e industrial argentino.
Alejandro de Tomaso pertenceu a uma família argentina poderosa e muito conhecida, mas voou da Argentina em seu próprio avião em 1955, fugindo da perseguição do regime de Juan Perón. Ele se estabeleceu em Modena, Itália onde conheceu e se casou com a herdeira americana Isabelle Haskell, uma cliente da Ferrari que pilotava em corridas nos Estados Unidos, e juntos eles decidiram criar sua própria empresa de carros em Modena. Enquanto isto estava sendo realizado ele curtia algum sucesso como piloto. O nono lugar no GP da Argentina de 1957 na Scuderia Centro Sud Ferrari 500/625 permaneceria o seu maior sucesso.
Com a ambição de promover a De Tomaso Modena SpA por meio do automobilismo, Giampaolo Dallara foi contratado para projetar um carro de F-2 para 1969. Isto foi orquestrado por um jovem dono de equipe ambicioso chamado Frank Williams os pilotos foram Jonathan Williams, Jacky Ickx e Piers Courage. Williams e De Tomaso então fizeram um acordo para entrar na F-1 em 1970 com Courage, os motores Cosworth e o chassi projetado por Dallara. Courage terminou em terceiro na prova extra-campeonato International Trophy e estava em sétimo no GP da Holanda, onde sofreu um acidente fatal. A equipe continuou com os pilotos Brian Redman e Tim Schenken, mas encerrou as atividades no final do ano. De Tomaso foi então se concentrar no negócio dos carros de estrada. Ele morreu em 2003 e a companhia foi assumida por seu Santiago sob as orientações de Isabelle, mulher de Alejandro.
Alessandro, como foi chamado pelos seus admiradores italianos, ainda é prestigiado por salvar um número de companhias de engenharia da falência incluindo as marcas de motocicletas Benelli e Moto Guzzi, assim como as montadoras Innocenti e Maserati. Este ele até recuperou com sucesso e a vendeu para a Fiat em 1993. Mas sua grande ambição era se tornar um dono de equipe de Fórmula 1 bem-sucedido, e ele tinha Frank Williams gerenciando uma promissora operação com o De Tomaso 505, projetado por Gianpaolo Dallara – até a batida fatal de Piers Courage no GP da Holanda de 1970.